# Mont Campbell
Hugo Martin Montgomery Campbell, noto come Mont o Dirk Campbell (Ismailia, 30 dicembre 1950), è un polistrumentista, cantante, compositore e saggista britannico.
Raggiunse la notorietà alla fine degli anni sessanta come membro degli Egg e fu, in seguito, fondatore dei National Health, gruppo prog della scena di Canterbury.
Alla fine degli anni ottanta abbandonò progressivamente il rock per dedicarsi allo studio itinerante della musica etnica e imparare a suonare vari strumenti a fiato tipici della tradizione dei luoghi visitati; in tale nuova veste artistica portò avanti anche collaborazioni musicali nel mondo del cinema, del teatro e della televisione.
Grazie alle sue conoscenze maturate nel corso dei viaggi di apprendimento, ha scritto saggi di musica etnica e tiene letture in tale ambito culturale in varie università del Regno Unito.

## Biografia

### Inizi
Nacque nel 1950 in Egitto, dove il padre era di stanza come tenente colonnello dell'Esercito Britannico, e nel 1961 si trasferì con la famiglia in Kenya. Campbell avrebbe in seguito dichiarato che alla base della 'svolta etnica' della propria carriera negli anni ottanta ci fu probabilmente il contatto avuto nell'infanzia con le culture e le musiche dei due paesi africani.
Nel 1962 i Campbell tornarono in Inghilterra, e nel 1966 Mont, come era allora chiamato, si iscrisse alla City of London School, dove strinse amicizia con i compagni di scuola Dave Stewart e Steve Hillage. In quegli anni entrò in un gruppo amatoriale di rhythm and blues come chitarrista, per poi lasciare il posto a Hillage e diventare il bassista della stessa band. Nello stesso periodo rimase impressionato dalla musica di Stravinskij, che avrebbe esercitato grande influenza nella sua formazione di compositore.

#### Gli Uriel
All'inizio del 1968, i tre amici Campbell (basso e seconda voce), Hillage (chitarra e voce) e Stewart (tastiere)  ingaggiarono il batterista Clive Brooks e formarono il gruppo Uriel, che si limitò ad alcune esibizioni dal vivo eseguendo in prevalenza cover di brani blues. Il luglio seguente, Hillage lasciò per cominciare gli studi universitari e gli altri continuarono come trio; Campbell divenne il cantante solista, abbandonarono le cover e durante i concerti suonarono nuovi brani scritti da Stewart e Campbell. Nel gennaio del 1969 la band prese il nome Egg e diede il via ad una serie di concerti dal vivo; in maggio firmarono per la Decca. I quattro ex membri degli Uriel si riunirono il mese successivo per registrare con il nome di Arzachel il loro unico album, l'eponimo Arzachel, pubblicato nello stesso anno dalla Egg/Roulette. Avendo un contratto con la Decca come Egg, scelsero gli pseudonimi Basil Dowling (Clive Brooks), Njerogi Gategaka (Mont Campbell), Sam Lee-Uff (Dave Stewart) e Simeon Sasparella (Steve Hillage).

### Il rock di Canterbury

#### Gli Egg
Il primo album degli Egg fu pubblicato nel marzo del 1970 e la formazione era composta dai soli Campbell, Stewart e Brooks. Subito dopo fu registrato il secondo album The Polite Force, ma la band era priva di un manager e poté pubblicarlo solo l'anno dopo. I concerti si diradarono ed i componenti degli Egg alternarono le proprie esibizioni con quelle effettuate nella Ottawa Music Company, un'orchestra rock di 26 elementi fondata da Stewart e dal batterista Chris Cutler. Gli Egg si sciolsero nel luglio del 1972 e Campbell iniziò a studiare composizione al conservatorio Royal College of Music di Londra, dove ottenne il diploma nel 1974. In quegli anni si specializzò anche come cornista.
Fu in questo periodo che Campbell rinunciò all'idea di fare carriera come musicista di rock progressivo, iniziando prima la professione di idraulico e poi quella di graphic designer. Alla base di tale scelta vi fu la mancanza di ingaggi della band ed il senso personale di inutilità che provava, probabilmente accentuato dall'incompatibilità tra la musica rock ed il suo impegno spirituale: fu di quegli anni il suo ingresso nel movimento Subud.
Gli Egg si riunirono nell'estate del 1974 per incidere The civil surface, il loro terzo album, in cui furono registrati brani composti dalla band nel 1972 e due di un quartetto di fiati diretto da Campbell, che in questi ultimi suonò il corno. Al termine delle registrazioni il gruppo si sciolse definitivamente. Con gli Egg, Campbell affinò le sue doti di compositore firmando la maggior parte dei brani dei tre dischi, il cui sound si distinse per l'originalità delle complesse parti strumentali. Si distinse anche per l'ironia dei testi che scrisse per il gruppo, una caratteristica dell'emergente scuola di Canterbury.

#### I National Health
Nel luglio del 1975, entusiasta per la possibilità di tornare a comporre musica, fu convinto ad entrare nella prima formazione dei National Health dell'amico Dave Stewart, che era reduce dall'esperienza negli Hatfield and the North, entrambe considerate tra le più importanti band della scena di Canterbury. Campbell compose buona parte dei brani che il gruppo suonò nel primo anno di vita, durante il quale furono registrati dei demo ed effettuati diversi concerti, ma non fu possibile pubblicare alcun album. Uscì dai National Health nel giugno del 1976, dopo una disastrosa tournée della band in Francia, e le sue composizioni furono messe in disparte. Sarebbero state pubblicate insieme ad altri brani del gruppo nel 1996, diversi anni dopo lo scioglimento, nella compilation Missing Pieces.
Negli anni che seguirono, Campbell accentuò il distacco dalla musica rock. Abbandonò il soprannome Mont, diminutivo di uno dei suoi cognomi, e con il nome Dirk formò alla fine degli anni settanta i Mosaic, un gruppo di musica acustica che rimase a un livello semi-amatoriale, non riuscendo a pubblicare alcun album. Incise poi come solista alcune delle proprie canzoni sul nastro Individual Extracts, che a sua volta non fu mai pubblicato.

### Musica etnica
Il suo coinvolgimento nella musica etnica ebbe origine nel 1983, quando cominciò lo studio di nuove tradizioni musicali e degli strumenti con cui vengono interpretate, in particolare di quelli a fiato. Dopo aver maturato un'ossessionante passione per le cornamuse, nel corso della carriera sarebbe arrivato a suonare e pubblicare musiche eseguite con circa 40 diversi strumenti a fiato. È diventato esperto suonatore e profondo conoscitore delle musiche gaeliche di Irlanda e Scozia, di quelle della tradizione dei Paesi balcanici, della Grecia, Turchia, Sardegna, Calabria, Algeria, Egitto, Africa subsahariana, India, Indonesia, Cina, Kurdistan, Armenia, Iran e Albania. Si recò in questi paesi per studiarne le musiche e gli strumenti tradizionali. Tra i più famosi musicisti con cui ha studiato, vi sono l'indiano Hariprasad Chaurasia, l'armeno J̌ivan Gasparyan e il keniano Ayub Ogada.
La scoperta dell'infinita gamma di tonalità ottenibili con il MIDI lo indusse a tornare alla composizione musicale. Nel 1996 fu pubblicato il suo album di esordio Music From A Round Tower, che coniuga l'esperienza maturata da Campbell nelle musiche etniche con il minimalismo, la nuova tecnologia e le influenze classiche. Il disco ebbe grandi apprezzamenti dalla critica specializzata ed il suo sound fu definito dall'amico Dave Stewart, che partecipò alla produzione, "vera musica progressiva degli anni novanta". Nel 2002 realizzò il CD World Wind e nel 2005 il DVD Origins, biblioteche digitali di brevi brani strumentali in cui si esibisce a scopo divulgativo con gli strumenti etnici che ha imparato a suonare.
Comparve come ospite in alcuni album di altri musicisti e suonò alcuni brani in colonne sonore di film. Di particolare rilievo i suoi contributi nelle soundtrack di Harry Potter e il calice di fuoco (2005), composta da Patrick Doyle, e Agora (2009), composta da Dario Marianelli. Anche nei lavori che seguirono, Campbell realizzò musiche tradizionali orientali eseguite all'interno di una struttura armonica occidentale. Dopo Safar, pubblicato nel 2005 con The World Wind Band, nel 2009 uscì il suo secondo album, From A Walled Garden, che ricevette una buona accoglienza dalla critica.
Dal 2011 si esibisce con i Kalamus, un gruppo inglese di musicisti folk che suona principalmente strumenti a fiato, molti dei quali provengono da tradizioni etniche non britanniche.
In un'intervista rilasciata nel 2004, negò la possibilità di un suo rientro nelle scene del rock, dichiarando:

### Musica per teatro, televisione e cinema
Dopo essersi concentrato sulla musica etnica, Campbell diventò un richiesto compositore di musiche per film, per la televisione e per il teatro. Alla fine degli anni ottanta, lasciò il lavoro di graphic designer per concentrarsi su questa nuova carriera quando gli furono commissionati diversi lavori dalla Redwing Films. Oltre alle musiche per diversi film del regista inglese David Anderson, suo confratello nel movimento Subud, ha composto colonne sonore di alcuni importanti film e documentari televisivi. Ha scritto musiche di spot pubblicitari per clienti importanti. Tra le più importanti vi sono quelle per Baileys Irish Cream, WWF, Vittel, Eurostar, Land Rover, Opel e Hyundai.

### Altre attività
Le ricerche che ha condotto nelle tradizioni musicali etniche e l'enorme esperienza che ha maturato in questo ambito, gli hanno permesso di scrivere saggi sull'argomento, reperibili sul suo sito internet, e di essere invitato come lettore per illustrarli al Goldsmiths College, alla Bath Spa University, alla London Metropolitan University e al Brighton Early Music Festival, evento annuale che studia le relazioni tra musica classica, folk e world music dal Medioevo all'inizio del XIX secolo.
Parallelamente alle sue altre attività, nel 2007 ha ripreso il lavoro di graphic designer, abbandonato nel 1983. I suoi disegni compaiono in diversi manifesti, logo, pagine web, copertine di CD, locandine pubblicitarie e nell'etichetta di una birra inglese.

## Vita privata
La compagna di Mont Campbell, Adrienne, morì di cancro al seno nel 2012. Campbell ha un figlio e sei figlie. Anna Campbell, una delle figlie, si unì all'Unità di Protezione delle Donne per combattere nel Rojava durante la Guerra civile siriana. Venne uccisa nel 2018 da un missile turco durante l'Operazione Ramoscello d'Ulivo.

## Discografia
- 1996: Music from a Round Tower (Resurgence)
- 2005: Safar (Hermes Records) (con The World Wind Band)
- 2009: Music from a Walled Garden (Burning Shed)

### Con gli Arzachel
- 1969: Arzachel (Egg/Roulette)

### Con gli Egg
- 1970: Egg - (Nova/Deram)
- 1971: The Polite Force (Deram)
- 1974: The Civil Surface (Caroline Records)
- 1985: Seven Is A Jolly Good Time (See For Miles Records) (compilation di brani del 1969)
- 2007: The Metronomical Society (Egg Archive) (compilation di brani inediti suonati in TV e live)

### Con i National Health
- 1996:Missing Pieces (Voiceprint) (compilation di brani inediti degli anni settanta)

### Con gli Hatfield and the North
- 1975: The Rotters' Club (Virgin Records) (suona il corno in due brani dell'album)

## Filmografia
- 2015 – Romantic Warriors III: Canterbury Tales